# Snap Lake Airport
Snap Lake Airport är en flygplats i Kanada.   Den ligger i territoriet Northwest Territories, i den centrala delen av landet, 3 000 km nordväst om huvudstaden Ottawa. Snap Lake Airport ligger 457 meter över havet. Den ligger vid sjön Snap Lake.
Terrängen runt Snap Lake Airport är platt. Trakten runt Snap Lake Airport är nära nog obefolkad, med mindre än två invånare per kvadratkilometer.. Det finns inga samhällen i närheten.
Omgivningarna runt Snap Lake Airport är i huvudsak ett öppet busklandskap.